# Chełmno (gromada)
Chełmno – dawna gromada, czyli najmniejsza jednostka podziału terytorialnego Polskiej Rzeczypospolitej Ludowej w latach 1954–1972.
Gromady, z gromadzkimi radami narodowymi (GRN) jako organami władzy najniższego stopnia na wsi, funkcjonowały od reformy reorganizującej administrację wiejską przeprowadzonej jesienią 1954 do momentu ich zniesienia z dniem 1 stycznia 1973, tym samym wypierając organizację gminną w latach 1954–1972.
Gromadę Chełmno z siedzibą GRN w Chełmnie (nad Nerem) utworzono – jako jedną z 8759 gromad na obszarze Polski – w powiecie kolskim w woj. poznańskim, na mocy uchwały nr 24/54 WRN w Poznaniu z dnia 5 października 1954. W skład jednostki weszły obszary dotychczasowych gromad Chełmno, Chełmno-Parcele, Grabina Wielka, Ladorudz, Ladorudzek, Majdany i Rzuchów oraz miejscowość Sobótka z dotychczasowej gromady Sobótka ze zniesionej gminy Chełmno w tymże powiecie. Dla gromady ustalono 24 członków gromadzkiej rady narodowej.
29 lutego 1956 do gromady Chełmno włączono miejscowość Gaj z gromady Chruścin w tymże powiecie.
1 stycznia 1958  do gromady Chełmno włączono obszar zniesionej gromady Chruścin w tymże powiecie.
Gromada przetrwała do końca 1972 roku, czyli do kolejnej reformy gminnej.